# Rüdiger von Müner
Rüdiger von Müner, auch Rüdiger von Münner, Rüdiger von Munre, Rüdiger von Monre (Ende des 13. bis erste Hälfte des 14. Jahrhunderts) war ein deutscher Dichter des Spätmittelalters.

## Leben
Über sein Leben ist wenig bekannt. Wahrscheinlich stammt Müner (Monre im Erfurtischen) aus Thüringen. Sein einziges überliefertes Werk ist das aus 1450 Versen bestehende Poem Irregang und Girregar (um 1300/1310).
In dem aus dem Altfranzösischen stammenden Studentenabenteuer des Rüdiger von Müner heißt es: „dich hat geriten der Mar/ ein elbisches as.“ (Hier ist der Mahr männlichen Geschlechts und steht für einen Alptraum.) Der Stoff von Müners Irregang und Girregar ähnelt stark Chaucers Erzählung The Reeve’s Tale (Erzählung des Landvogts) aus The Canterbury Tales.